# Rufus Keppel, 10. Earl of Albemarle

Wappen der Earls of Albemarle

Rufus Arnold Alexis Keppel, 10. Earl of Albemarle (* 16. Juli 1965) ist ein britischer Peer und Designer.

## Leben
Rufus Keppel ist der Sohn des Derek William Charles Keppel, Viscount Bury (1911–1968), aus dessen zweiter Ehe mit Marina Davidoff (1937–2020), einer Tochter von Count Serge Orloff-Davidoff. Sein Vater war der älteste Sohn des Walter Keppel, 9. Earl of Albemarle (1882–1979). Durch seine Abkunft von William Keppel, 7. Earl of Albemarle, ist er ein Cousin vierten Grades von Camilla, Duchess of Cornwall.
Keppel lebte mit seinen Eltern in England und Italien. Seine akademische Ausbildung erhielt er an dem Chelsea College of Art and Design und der Central Saint Martins College of Art and Design.
Von seinem Vater erbte er 1968 ein Zwanzigstel des Amtes des Lord Great Chamberlain, einer der Great Officers of State in England and Wales, das dieser von dessen Mutter Lady Judith Wynn-Carrington (1889–1928), Tochter des Robert Wynn-Carrington, 1. Marquess of Lincolnshire (1843–1928), geerbt hatte. Da sein Vater vor seinem Großvater starb, führte Keppel als Heir apparent seines Großvaters ab 1968 den Höflichkeitstitel Viscount Bury und erbte 1979 im Alter von 14 Jahren beim Tod des Großvaters dessen Adelstitel als 10. Earl of Albemarle, 10. Viscount Bury und 10. Baron Ashford. Mit den Titeln war ein Sitz im House of Lords verbunden, den er nach Erreichen der Volljährigkeit einnehmen konnte. Im Parlament schloss er sich 1988 der Fraktion der Crossbencher an. Seinen Parlamentssitz verlor er schließlich im November 1999 mit Inkrafttreten des House of Lords Act.
2001 heiratete er in Havanna Sally Claire Tadayon, eine Bildhauerin mit dänischen und iranischen Wurzeln. Designer Tom Ford von Yves St. Laurent entwarf das Brautkleid. Das Ehepaar gehört zum internationalen Jetset, das regelmäßig auf Partys zu sehen ist, worüber in der Presse berichtet wird. Nach einem längeren Aufenthalt in den Vereinigten Staaten kehrte Keppel nach England zurück, wo er Hurst Barns Farm in East Chiltington, Sussex, bewohnt. Er ist der Begründer des Hemden-Unternehmens Albemarle of London und Geschäftsführer der Albemarle Design Consulting.
Das Paar hat ein Kind, den 2003 geborenen Augustus Sergei Darius Keppel, Viscount Bury.